# Камалян, Мкртич Айрапетович
Мкртич Айрапетович Камалян (18 февраля 1915, Карс — 19 марта 1971, Ереван) — армянский советский живописец, портретист. Заслуженный художник Армянской ССР. Исполнял в основном портреты и портреты-картины преимущественно деятелей армянской культуры

## Биография
Родился 18 февраля 1915 года в Карсе. В связи с систематическим преследованием армян со стороны турецкого правительства, после геноцида армян, семья будущего скульптора переселяется в кавказскую Армению. В 1935 году, после получения среднего образования, поступает в новообразованную Тбилисскую академию художеств, где учился у Александра Бажбеук-Меликяна и Учи Джапаридзе. Спустя шесть лет, оканчивает обучение в академии выполним дипломную работу «С. М. Киров на Северном Кавказе» (рук. В. В. Сидамон-Эристави). С 1946 года являлся активным участником художественных выставок. С этого же года и до самой смерти преподавал в Ереванском художественном училище (1946-71). В 1965 году Мкртич Камалян был удостоен почетного звания Заслуженный художник Армянской ССР.
Скончался 19 марта 1971 года.
После смерти художника выставки его произведений состоялись в 1973 году в Ереване, и в 1981 году в Таллине.

## Работы
- Исполнял в основном портреты и портреты-картины (преимущественно деятелей армянской культуры), среди них: негритянской певицы Ц. Кол (1939, ГКГ Армении), автопортреты, народного артиста Грузинской ССР М. Н. Накашидзе (1962), жены (1963), «Студентка Алла» (1968), «О. Туманян и А. Исаакян в Ани» (1969), Р. Цагикяна (1970), «Наташа» (1971) и др.
- Написал пейзажи: — «В Дарьяльском ущелье» (1935), «Весна. Цветущие деревья» (1957), «Цахкадзор» (1958), «Горный пейзаж» (1959), «Домик на опушке леса» (1960), «Джвари. Монастырь в Мцхете» (1962), «Канал в горах» (1963) и другие.
- Натюрморты: «Бутылка и бокал» (1956), «Маки» (1958), «Полевые цветы» (1959), «Рыбы» (1962) и др.; тематик, картины — «За стиркой белья» (1956), «Труд и любовь» (1962), «Ужасы фашизма» (серия — 1965), «Кто виноват?» («Хиросима. Нагасаки», 1967), «1915 год» (серия- 1968), «Мираж» (1969), «Девушки в танце» (1971). В результате поездок в Чехословакию, Мексику и на Кубу выполнил серии «По Чехословакии» и «По Кубе и Мексике» (1962).

Участвовал в создании декор, мозаик —"Каскад" (1964, Ереван) и «Росток и солнце» (1970, здание Ин-та биохимии, Ереван), панно «Дары Армении» (масло, темпера, 1970, фойе кинотеатра «Ереван», Москва).

## Награды
- Заслуженный художник Армянской ССР (1965)